# إرفينغ واشنطن
إرفينغ واشنطن (11 ديسمبر 1879 - 20 أكتوبر 1927 في المملكة المتحدة) (بالإنجليزية: Irving Washington)‏ هو لاعب كريكت بريطاني. لعب مع Northern Cape (cricket team) ‏.